# 蘇春就
蘇春就（Andrew So）是一個香港街頭表演藝人，獨立全職小丑，1960年出生，已婚，有一女兒，2010年時已就讀高中，蘇氏藝名「有趣先生」(Mr. Funny)，在街頭所表演的項目包括抖空竹、雜耍、默劇、花式氣球、踩高蹺、模仿李小龍及自由神像，常於銅鑼灣及旺角作街頭表演。蘇春年少時曾為打金師傅，於1993年入讀香港海洋公園小丑學堂，成為首屆畢業生，之後任職該處全職小丑，亦是藝穗默劇實驗室成員。之後蘇氏創立香港註冊職業表演團體香港有趣小丑劇團，任職團長。蘇春就曾經攝製天主教公教錄像、有線電視、TVB、MTV、星期日檔案專訪、及不少周刊訪問。蘇春就目前到不同地方教授默劇、小丑及雜耍技巧賺取生活開支，例如康文署、青少年中心、中小學校及國際學校等等、又開設演藝訓練班及到私人派對及機構活動中作表演。於2011年新春期間，蘇氏曾被遨請到澳門大熊貓館作表演。

## 事件
蘇春就曾經在旺角、銅鑼灣鬧市宣傳表演默劇和雜技。2010年4月6日6時，在記利佐治街19號對開行人專用區，被投訴被控阻街，不過東區法院認為，蘇春就街頭賣藝，是《香港基本法》准許的，香港市民享有文學藝術創作自由權利，蘇春就未對其他行人構成危險同不安，與眾同樂而已。而且行人專用區作用，不單只是供人行使用，還應該容納其它文化交流活動。所以蘇春就阻街罪名不成立。